# NGC 434A
NGC 434A је спирална галаксија у сазвежђу Тукан која се налази на NGC листи објеката дубоког неба.
Деклинација објекта је - 58° 12' 28" а ректасцензија 1h 12m 30,2s. Привидна величина (магнитуда) објекта NGC 434 износи 14,9 а фотографска магнитуда 15,8. NGC 434A је још познат и под ознакама ESO 113-24, PGC 4344.